# 前鼓室動脈
前鼓室動脈（ぜんこしつどうみゃく）は、頭頸部の動脈のひとつ。顎動脈の枝。顎関節後方を上り、錐体鼓室裂を通って鼓室に入り、鼓膜の上で枝状に分かれ、後耳介動脈の茎突乳突枝とともに血管輪を作る。また、翼突管動脈や頚鼓動脈と吻合する。

## 関連事項
- 人間の動静脈一覧

この項目の一部は、現在パブリックドメインとなっているグレイ解剖学からのものです。